# Маркосян, Акоп Арташесович
Акоп Арташесович Маркосян (7 (20) сентября 1904, Алесандрополь (ныне Гюмри) — 21 октября 1972, Москва) — советский физиолог, директор Научно-исследовательского института физиологии детей и подростков АПН СССР, академик АПН СССР, доктор биологических наук, профессор.

## Биография
С 1937 года Маркосян преподавал в вузах Москвы.
В 1949 году назначен директором Института физического воспитания и школьной гигиены (впоследствии НИИ физиологии детей и подростков АПН СССР). Организовал в этом институте кафедру физиологии и возглавлял её в 1951—1954.
Возглавив институт Маркосян на первый план, наряду с проблемами школьной гигиены, выдвинул проблемы физического воспитания детей и подростков. В 1951 году Акоп Арташесович организовал кафедру физиологии, которую возглавлял в течение нескольких лет (1951—1954). В Институте широко развернулись исследования в области возрастной физиологии с целью создания естественнонаучных основ педагогической науки.
За 23 года под руководством А. А. Маркосяна (1949—1972) в Институте были заложены основы систематического изучения морфофизиологического развития детей и подростков, изучались актуальные проблемы физиологии, морфологии и биохимии.
В 1961 году Маркосян защитил докторскую диссертацию.
С 21 мая 1953 года — член-корреспондент АПН РСФСР
С 4 марта 1965 года — действительный член АПН РСФСР
С 30 января 1968 года действительный член АПН СССР. Состоял в Отделении психологии и возрастной физиологии.
Академик Акоп Арташесович Маркосян скоропостижно скончался 21 октября 1972 во время командировки в Армению. Похоронен на Ваганьковском кладбище в г. Москва, участок № 7.

## Научная деятельность
Начатые под руководством А. А. Маркосяна и с непосредственным его участием исследования формирования различных функций организма человека послужили фундаментом для развития возрастной физиологии в СССР.
Авторству А. А. Маркосян принадлежит около 200 научных работ, в том числе нескольких монографий и учебников по физиологии, а также учебно-методических пособий для учителей средней школы.
Маркосян выдвинул концепцию биологической надёжности как одного из факторов онтогенеза. Она опиралась на множественные факты, которые свидетельствовали, что надежность функциональных систем по мере взросления организма существенно увеличивается и подтверждалась имевшимися данными по развитию системы свертывания крови, иммунитета, функциональной организации деятельности мозга. В последующие десятилетия было получено много новых фактов, подтверждающих правоту основных положений концепции биологической надёжности Маркосяна. Труды Акопа Арташесовича в области физиологии свертывания крови внесли значительный вклад в отечественную физиологию и медицину.

### Основные труды
- Учебник нормальной физиологии, М., 1949;
- Иссл. И. П. Павлова в области кровообращения и пищеварения, М.,1955;
- Нервная регуляция свертывания крови, М., 1966;
- Физиология, М., 1971;
- Физиология тромбоцитов, Л., 1970;
- Вопросы возрастной физиологии, М.: Просвещение, 1974.